# Сімейна практика
Сімейна практика (англ. Family Practice) — одинадцята серія сьомого сезону американського серіалу «Доктор Хаус». Вперше була показана на каналі FOX 7 лютого 2011 року. У матері Кадді проблеми з серцем і команда Хауса має зрозуміти чим вони викликані. Справу ускладнюють непрості відносини Кадді з пацієнткою та скептичне відношення Хауса до симптомів.

## Сюжет
Мати Кадді, Арлін, раптово відчула біль в серці. Кадді і її сестра привозять Арлін в госпіталь. Дізнавшись про прибуття пацієнтки, Хаус разом зі своєю групою перебирається в морг в надії, що йому не доведеться лікувати потенційну тещу.
Мастерз з Таубом відправляються досліджувати житло Арлін і знаходять вельми відверті фотографії літньої жінки з її молодим коханцем. Для підтримки себе у формі Арлін приймала народний мексиканський засіб, що ймовірно викликав проблеми з серцем. Кадді шокована цією новиною і тим, що сестра знала про коханця матері.
Намагаючись довести, що Арлін придумує свої симптоми, Хаус замінює її ліки від артриту на вітаміни. Коли обман розкривається, розлючена жінка вимагає зміни лікаря-куратора. Кадді вирішує, що формально Хаус буде відсторонений від лікування, але на ділі продовжить займатися випадком Арлін. Хаусу приходить в голову, що мати Кадді алкоголічка. Нещодавно він налив їй джин з тоніком, а потім підсипав в тонік снодійне. Коли Арлін прокинулася, то вирішила, що перебрала напередодні. Однак жінка заперечує схильність до спиртного і ображається на дочку за це припущення. Кадді все набридає, вона говорить Хаусу, що більше нічого не хоче знати і повністю довіряє лікування йому.
У Арлін починається жар, алкоголізм тут явно ні до чого. Хаус вирішує, що у жінки ендокардит. У цей час новий лікар Кауфман призначає їй препарат, який може вбити її, якщо версія Хауса виявиться правильною. Хаус вимагає, щоб хто-небудь з команди замінив преднізолон, прописаний Кауфманом, на антибіотик від ендокардиту. Однак від нового засобу жінці стає ще гірше — у неї алергія. Тоді Хаус ставить новий діагноз — грибковий ендокардит. Він планує знову потайки підмінити ліки.
Знаючи, що Мастерз може розповісти Кадді або пацієнтці про заміну препарату, Хаус відправляє її ставити діагноз чоловікові в комі, що недавно надійшов. Мастерз здогадується, що Хаус хотів відсторонити її на час від справи Арлін. Вона каже йому, що розповість про все Кауфману. Тоді Хаус загрожує їй виключенням з університету, звільненням і зламаною кар'єрою — адже Мастерз, обстежуючи пацієнта в комі, не взяла згоду на процедури у його родичів. Мастерз це не лякає — вона виконує свою загрозу. Оскаженіла Арлін вимагає перевести її в іншу лікарню.
Хаус каже Кадді, що вона ніколи не вміла протистояти своїй матері, і цього разу якщо вона дозволить їй перевестись в Принстон Дженерал, та може померти. Зібравши всю свою хоробрість, Кадді вмовляє матір залишитися. Перекладаючи Арлін назад в ліжко, Хаус мило базікає з нею і раптово з'ясовує, що жінка не розпізнає сарказм. Значить, у неї вражена ЦНС і діагноз хибний. У Арлін отруєння кобальтом через зношений протез суглоба. Хаус приймає Мастерз назад, пояснюючи це необхідністю мати в команді людину, яка буде його стримувати.

## Цікавинки
Тауб, змушений жити в готелі і обмежений в коштах, отримує запрошення від брата його колишньої дружини, адвоката, якому потрібен медичний експерт. Випадковий погляд на зображення мозку, що він знаходить в кабінеті брата змушує Тауба думати, що хлопчик, який був збитий вантажівкою і отримав тяжкі травми, має незначну кровотечу в мозку. Тауб повідомляє про це матері хлопчика, вона відмовляється від своєї згоди на врегулювання і звинувачує адвоката у спробі приховати додаткові витрати. Ангіографія показує, що кровотечі немає, і адвокат приїжджає до Тауба і розбиває йому ніс, як він зробив п'ять років тому, коли з'ясувалося, що Тауб зраджував своїй дружині. Таким чином, його п'ять років терапії по стримуванню люті виявились марними. Дружина Тауба приходить до нього, щоб сказати, що він хороша людина, і втішити його за зламаний ніс і втрачений шанс знайти додатковий дохід.